# Tönet, ihr Pauken! Erschallet, Trompeten!, BWV 214
Tönet, ihr Pauken! Erschallet, Trompeten!, BWV 214 (Soneu, timbals! Esclateu, trompetes!), és una cantata profana de Johann Sebastian Bach, en honor de Maria Josepa, reina de Polònia, estrenada a Leipzig el 8 de desembre de 1733.

## Origen i context
D'autor desconegut està dedicada a l'aniversari de Maria Josepa d'Àustria, esposa del príncep elector Frederic August II de Saxònia i Rei de Polònia. A la partitura es presenta l'obra com a Dramma per musica qualificació exagerada, ja que és, simplement, un seguit de lloances i exhortacions a la reina que van proposant quatre personatges mitològics: Bel·lona, deessa de la guerra (soprano), Atena, deessa de la saviesa (contralt), Irene, que representa la pau (tenor), i, finalment, la Fama que interpreta el baix. Cadascun d'ells lloa la reina en el seu àmbit respectiu: Irene canta el creixement de l'olivera, com a símbol de la pau, sota el regnat de l'homenatjada; Bel·lona convida a celebrar la festa i ho fa acompanyada d'una flauta, no de trompetes marcials; Atena invita les muses a cantar un himne de lloances a la reina; finalment, la Fama promet de difondre el nom i els èxits de la reina per tot l'univers. Igual que la cantata anterior BWV 213 la major part dels moviments foren parodiats en l'Oratori de Nadal, BWV 248; el cor inicial, les àries del cinquè, sisè i setè números, i el cor final passen a ser els moviments 1, 15, 8 i 24, respectivament de l'Oratori.

## Anàlisi
Obra escrita per a soprano, contralt, tenor, baixi cor; tres trompetes, timbals, dues flautes travesseres, dos oboès, oboè d'amor, corda i baix continu. Consta de nou números
1. Cor: Tönet, ihr Pauken! Erschallet, Trompeten! (Soneu, timbals! Esclateu, trompetes!)
2. Recitatiu (tenor): Heut ist der Tag (Avui per a tothom)
3. Ària (soprano): Blast die wohlgegriffnen Flöten (Feu que sonin les vostres afinades flautes)
4. Recitatiu (soprano): Mein knallendes Metall (El meu metall que xerrica)
5. Ària (contralt): Fromme Musen! meine Glieder! (Muses preuades! Companyes!)
6. Recitatiu (contralt): Unsre Königin im Lande (La reina de la nostra terra)
7. Ària (baix): Kron und Preis gekrönter Damen (Dames glorioses de testes coronades)
8. Recitatiu (baix): So dringe in das weite Erdenrund (A mesura que he travessat la bola del món)
9. Cor: Blühet, ihr Linden in Sachsen, wie Zedern! (Que floreixin, com cedres, els til·lers de Saxònia!)

L'obra comença amb un cor de grans proporcions amb trompetes, timbals i corda, en què es fa una crida als poetes amb la participació posterior de flautes i oboès, a lloar les excel·lències de la Reina. En el recitatiu del número 2, el tenor –Irene que representa la Pau– proclama la bonança del dia front dels possibles fenòmens meteorològics que puguin enfosquir-lo: la tempesta, els llamps i els trons. A continuació el soprano – Bel·lona deessa de la guerra– canta una ària en què les flautes acompanyades de la corda en pizzicato expressen el missatge de la pau. Atena, contralt i protectora de les muses, canta una ària que és un concertat amb l'oboè; en la transposició a l'Oratori de Nadal, la canta el tenor amb l'acompanyament de la flauta. El mateix contralt explica les excel·lències de la reina en el recitatiu següent, número 6, sostingut per la corda. Apareix ara la Fama, que amb la majestuosa veu de baix, difon per tot el món les virtuts de la reina, primer en una ària i després en un recitatiu, canviant així l'ordre més natural, amb l'acompanyament de la trompeta i la corda. Un altre gran cor amb tot el conjunt instrumental clou l'obra que té una durada aproximada d'uns vint-i-cinc minuts.

## Discografia seleccionada
- J.S. Bach: Secular Cantatas BWV 205 & 214. Gustav Leonhardt, Orchestra of the Age of Enlightenment, Mieke van der Sluis, René Jacobs, Chrsitoph Prégardien, David Thomas. (Philips), 1990.
- J.S. Bach: Cantates Profanes BWV 207 & 214. Philippe Herreweghe, Collegium Vocale Gent, Carolyn Sampson, Ingeborg Danz, Mark Padmore, Peter Koij. (Harmonia Mundi), 2004.
- J.S. Bach: Secular Cantatas BWV 214 & 215. Helmuth Rilling, Bach-Collegium Stuttgart, Gächinger Kantorei Stuttgart, Sibylla Rubens, Ingeborg Danz, Marcus Ullmann, Andreas Schmidt. (Hänssler), 1999.
- J.S. Bach: Secular Cantatas, BWV 213 & 214.Vol. VII. Peter Schreier, Kammerorchester Berlin, Edith Mathis, Julia Hamari, Peter Schreier, Theo Adam. (Berlin Classics), 1981.
- J.S. Bach: Complete Cantatas Vol. 4. Ton Koopman, Amsterdam Baroque Orchestra & Choir, Els Bongers, Elisabeth von Magnus, Paul Agnew, Klaus Mertens. (Challenge Classics), 2006.